# Haplopelma vonwirthi
Haplopelma vonwirthi là một loài nhện trong họ Theraphosidae.
Loài này thuộc chi Haplopelma. Haplopelma vonwirthi được Joachim Schmidt miêu tả năm 2005.